# Paul Heurgren
Den här sidan handlar om etnologen och veterinären. För posttjänstemannen, se Paul Heurgren (tjänsteman).
Gustaf Eric Paul Heurgren, född 27 juni 1864 i Högestads församling, Malmöhus län, död 17 oktober 1928 i Örebro Olaus Petri församling, Örebro län, var en svensk etnolog och veterinär.
Paul Heurgren var son till prosten Paul Jacob Heurgren. Efter mogenhetsexamen i Lund 1883 blev han elev vid Veterinärinstitutet och avlade veterinärexamen 1887. Heurgren verkade därefter som privat veterinär i Ängelholm en kort tid innan han på hösten 1887 blev distriktsveterinär i Kalix distrikt. Under tiden där var han vice ordförande i Neder-Kalix hushållsgille 1893–1901 och ledamot av Norrbottens läns landsting 1897–1901. 1901 blev Heurgren länsveterinär i Örebro län. Han var dessutom vice ordförande i Svenska veterinärföreningen 1911–1922 och ordförande i Närke-Västmanlands veterinärsällskap 1913.
Heurgren utgav redan på 1880-talet ett antal småskrifter inom veterinärmedicinens område. Han lät även publicera ett utkast till beskrivning av veterinärmedicinens område. Under sin tid i Kalixtrakten kom han att intressera sig för folkmedicinen men även om olika äldre typer av magi kringgärdande husdjurens sjukdomar, men även om folktro i gemen. Hans främsta arbeten inom området blev Husdjuren i västsvensk folktro och folksed (1923) och Husdjuren i nordisk folktro (1925).
Paul Heurgren är begravd på Längbro kyrkogård i Örebro.